# Schwabing

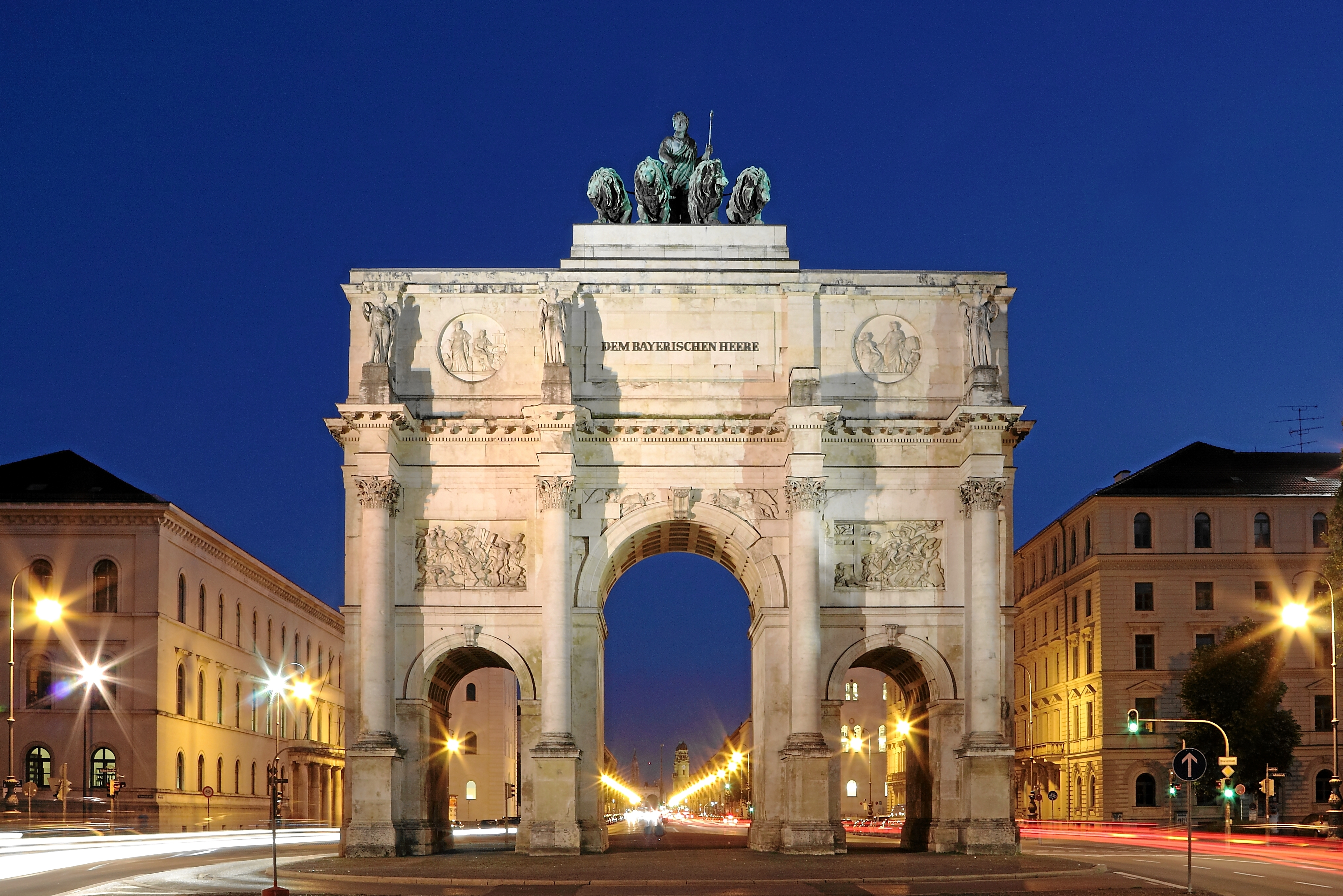
Blick aus der Schwabinger Leopoldstraße durch das Siegestor in Richtung Universität und Münchner Innenstadt

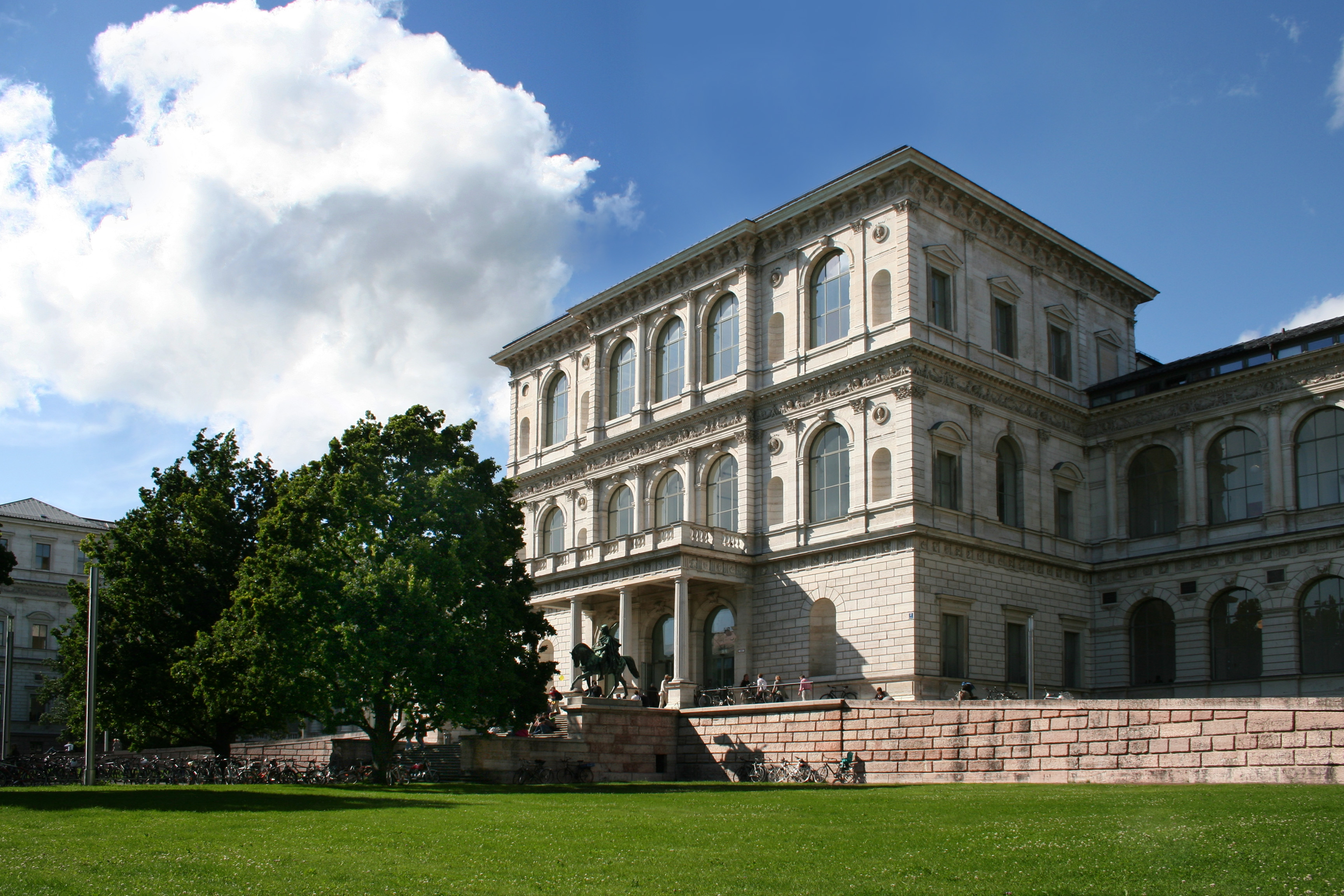
Kunstakademie

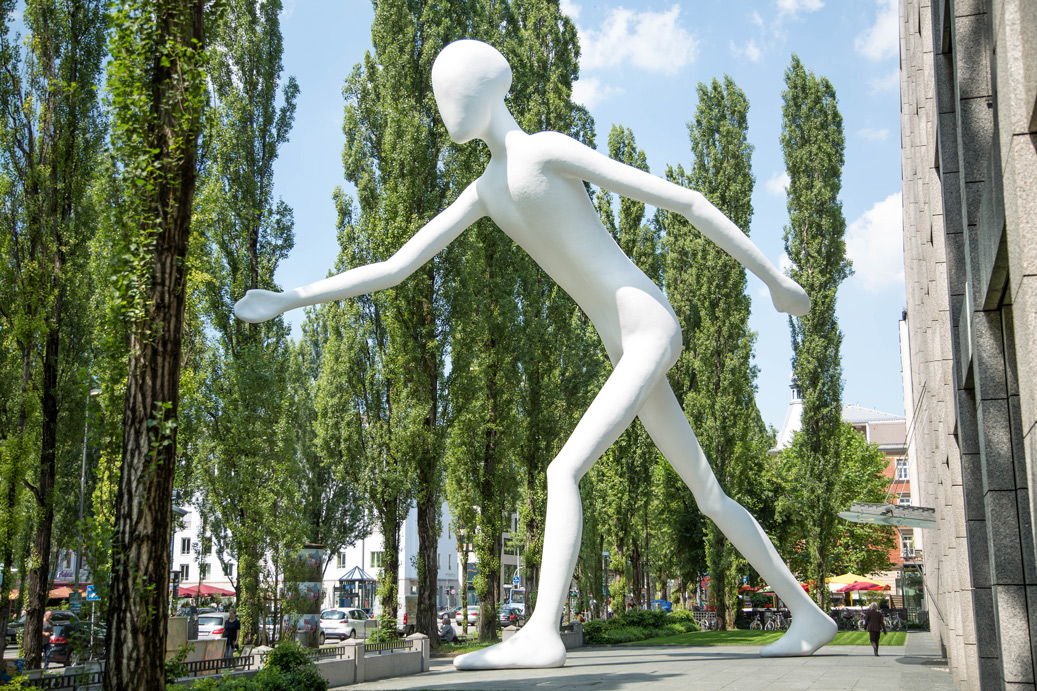
Walking Man in der Leopoldstraße

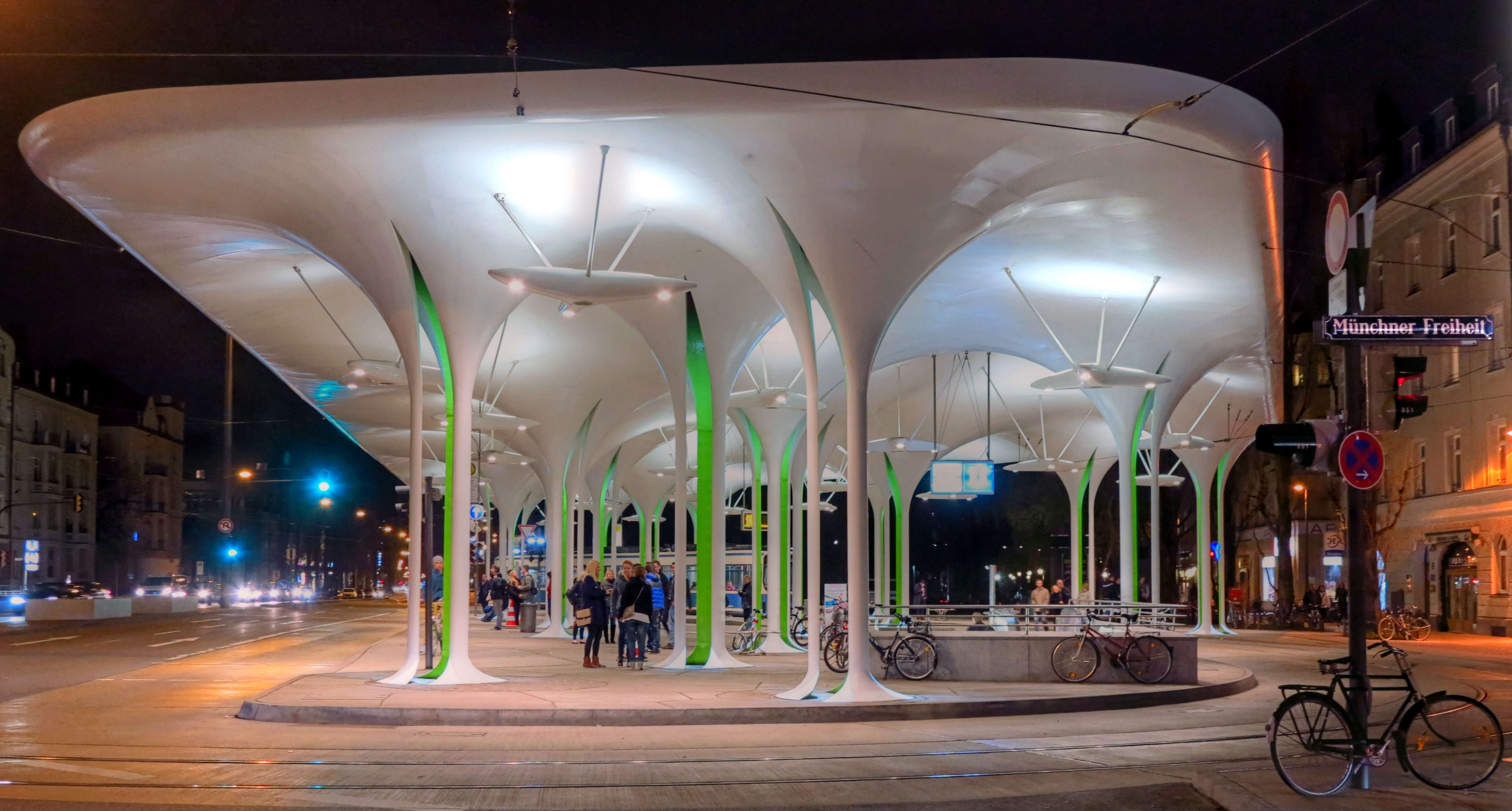
Trambahn- und Bushaltestelle an der Münchner Freiheit

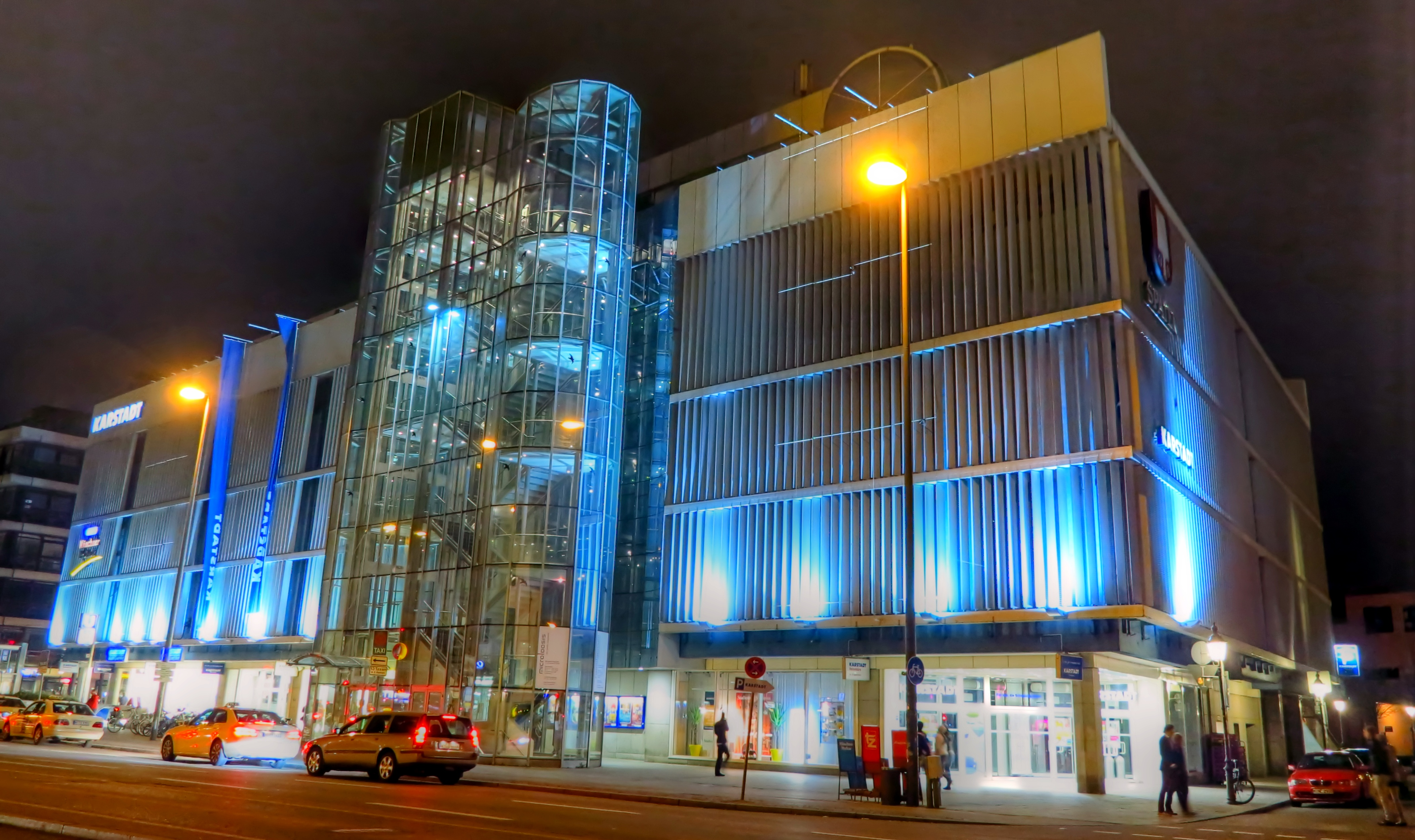
Kaufhaus in der Leopoldstraße (2012)

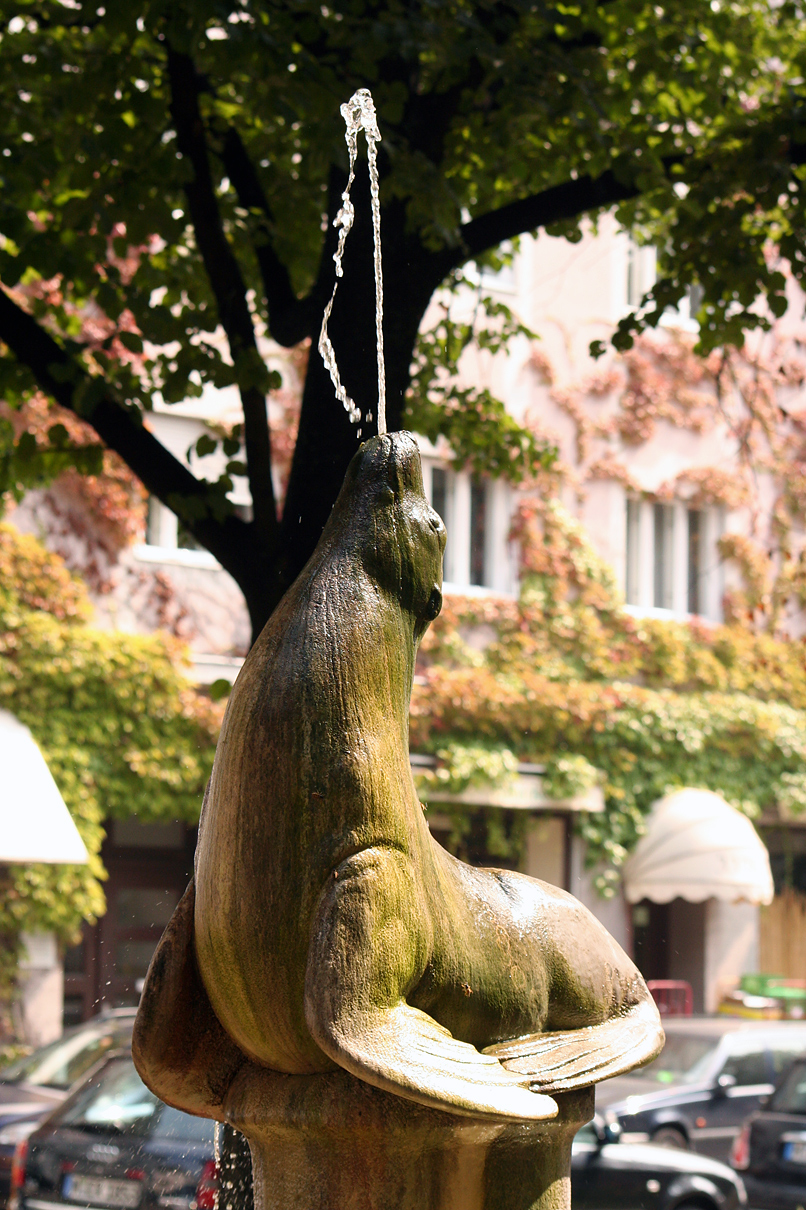
Seehundbrunnen, Viktoriaplatz

Schwabing ist ein Stadtteil im Norden Münchens, der als Bohème-Viertel der Prinzregentenzeit zu literarisch-künstlerischer Berühmtheit gelangt ist und heute zu den Szenevierteln der bayerischen Landeshauptstadt zählt. Seit der Neugliederung des Stadtgebiets im Jahr 1992 umfasst Schwabing den Stadtbezirk 4 (Schwabing-West) und Teile des Bezirks 12 (Schwabing-Freimann).

## Lage
Im Süden wird Schwabing ab Höhe Georgenstraße/Siegestor durch die Maxvorstadt begrenzt, im Osten durch die Isar, im Westen entlang der Lothstraße durch Neuhausen und im Norden ab dem Petuelpark durch Milbertshofen sowie nordwestlich der Leopoldstraße bis zur Eisenbahnstrecke Nordring durch Freimann. Nur zwei kleine Ausschnitte südlich der Gleise des Nordrings gehören nicht zu Schwabing, sondern zu Freimann: Davon liegt der eine westlich der Trambahngleise der Tram 23 und nördlich der Domagkstraße und der zweite östlich der Ungererstraße und nördlich der Crailsheimstraße sowie westlich der Rohmederstraße. Der nördliche Teil des Englischen Gartens befindet sich weitgehend auf Schwabinger Gebiet. Ein erweiterter Schwabing-Begriff ergibt sich dadurch, dass viele Schlüsseladressen aus der Zeit der Schwabinger Bohème im Stadtteil Maxvorstadt liegen.

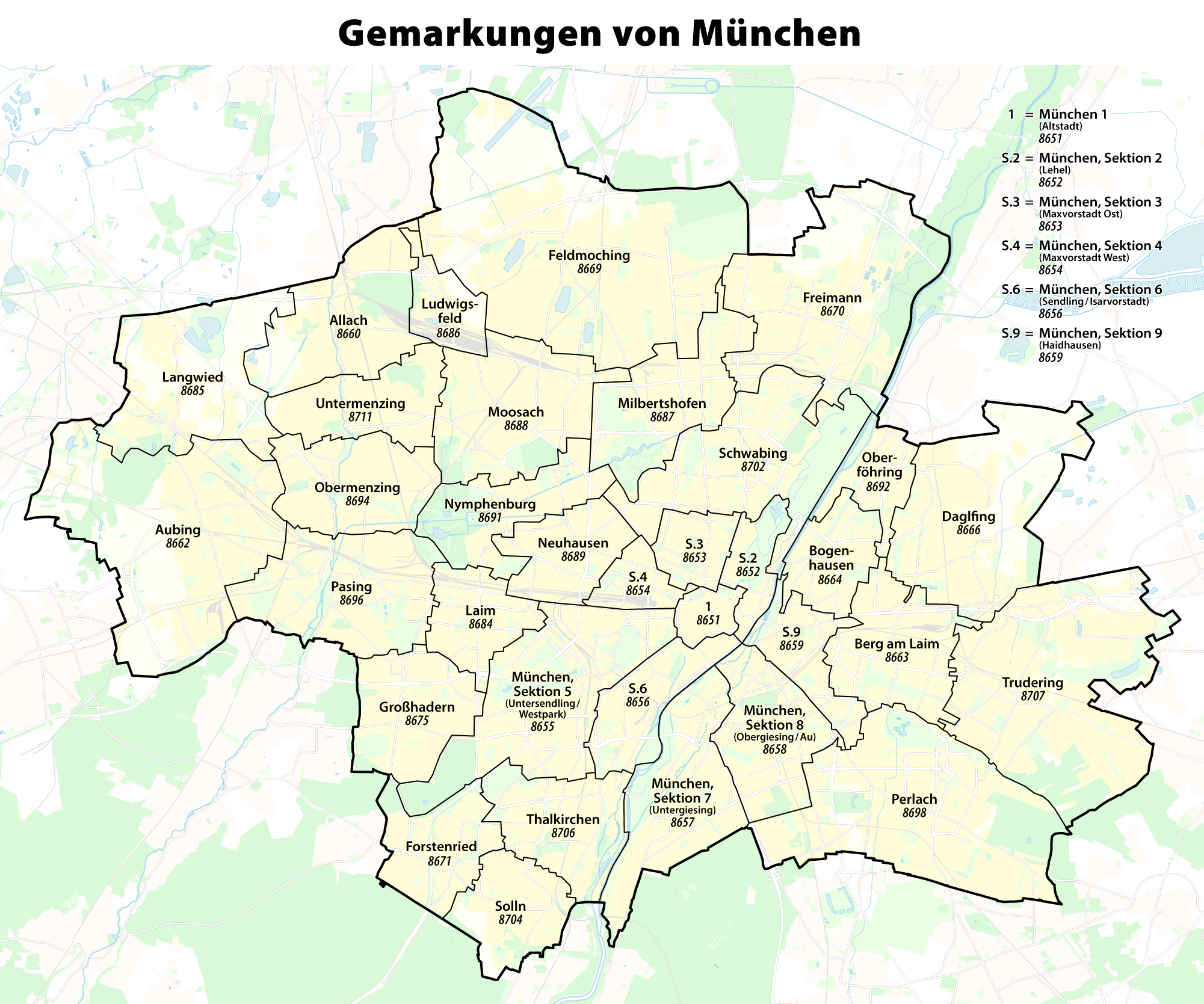
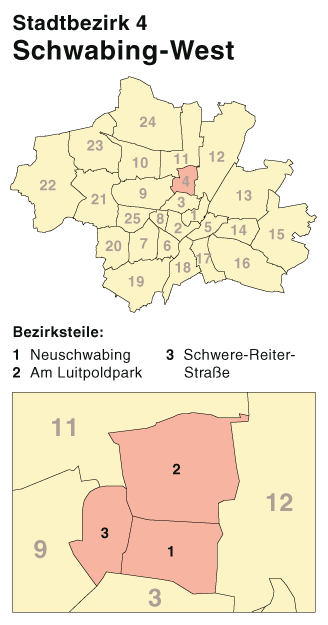
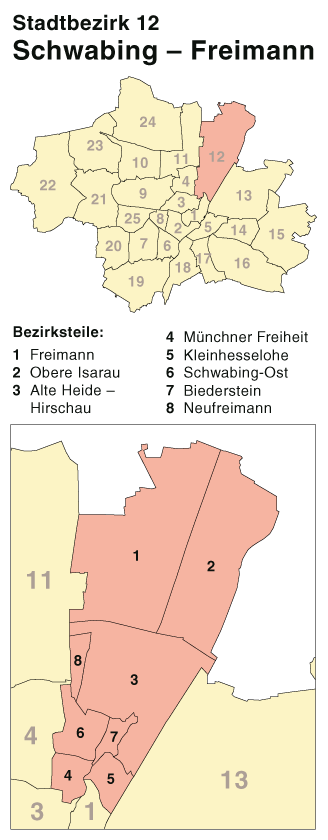

## Geschichte
Das Dorf Schwabing (die Gründung Svapinga eines Svapo) wurde bereits 782 urkundlich erwähnt und ist damit erheblich früher urkundlich nachgewiesen als München selbst (historische Ersterwähnung der Stadt im 12. Jahrhundert). Vermutlich hatte sich ein zugereister Schwabe hier niedergelassen und dem Ort seinen Namen gegeben; sein Nachfolger vermachte den verschuldeten Besitz dem Kloster Schäftlarn – gegen die ausdrückliche Erwartung, dafür vom Fegefeuer verschont zu bleiben. Spätere Nachkommen bauten eine kleine Burg, die bald verfiel. Das Dorf lag etwa 2½ km nördlich von München und bestand aus einigen Gebäuden um den späteren Feilitzschplatz (seit 1947 „Münchner Freiheit“) herum. Im Schloss Suresnes, das zu Anfang des 18. Jahrhunderts auf einem Vorgängerbau von Kurfürst Max Emanuel für seinen adligen Kabinettssekretär errichtet worden war, und in einer Reihe weiterer Schlösser war Schwabing seit langem auch vornehmer Wohnsitz höher gestellter Persönlichkeiten (vgl. An Jackl packst am End am Stiel, „Vom Dorf zur Stadt“). Schwabing war als vornehmes ländliches Idyll geschaffen für kulturellen Müßiggang und geistiges Leben: Folgerichtig entstanden an der Landstraße nach Norden unter König Ludwig I  und seinem Sohn Maximilian zahlreiche Prachtbauten, darunter die Ludwigskirche, die Bayerische Staatsbibliothek und die 1840 errichteten Gebäuden der Universität, außerdem die Maxvorstadt mit der später hinzugekommenen Kunstakademie. Das sich nördlich anschließende Schwabing entwickelte sich zum außerakademischen geistigen Mittelpunkt weiter. 1886 wurde Schwabing zur Stadt erhoben und am 20. November 1890 nach München eingemeindet.

### Wappen der ehemaligen Stadt Schwabing
Im Zuge der Stadterhebung verlieh Prinzregent Luitpold am 29. Dezember 1886, mitgeteilt durch die Regierung von Oberbayern, Kammer des Innern, ein eigenes Stadtwappen ab dem 8. Januar 1887: Es zeigt im blauen Schild zwölf goldene Ähren, deren Halme von einem silbernen, zu einer Schleife verschlungenen Band zusammengehalten werden.
Nach der Eingemeindung in die kgl. Haupt- und Residenzstadt München 1890 besitzt der Stadtrat der Landeshauptstadt München sämtliche Rechte zur Verwendung und Führung des Wappens.

### Schwabing und seine große Zeit
Mit der Verlegung der Universität von Landshut nach München 1826 und der Neugründung der Kunstakademie 1885 durch die bayerischen Könige entwickelte sich München zu einem geistigen Zentrum und schließlich zur „Kunststadt“ (die „Malerfürsten“ Friedrich August von Kaulbach, Franz von Lenbach oder Franz von Stuck sind zu erwähnen), im Gefolge davon später Schwabing und die daran angrenzende Maxvorstadt zum Künstlerviertel Münchens. In den Künstlerlokalen verkehrten um die Wende vom 19. zum 20. Jahrhundert Maler wie Max Nonnenbruch, Ernst Ludwig Kirchner, Lovis Corinth, Ernst Oppler oder Paul Klee und aus der Malervereinigung „Blauer Reiter“ Wassily Kandinsky, Alexej Jawlensky, Gabriele Münter, Marianne von Werefkin und Franz Marc. Es war die Zeit der Münchner Moderne in Kunst und Literatur.
Zu Ende des 19. Jahrhunderts hatte sich in Schwabing außerdem eine Bohème-Szene gebildet, die jenen in Paris, Berlin oder Wien vergleichbar war. Auch Literaten sind seit der Mitte des 19. Jahrhunderts hier besonders zahlreich anzutreffen: Schon Gottfried Keller hatte hier studiert (und beschrieb später ein Schwabinger Faschingsfest in seinem Roman Der grüne Heinrich). König Max II. scharte gar einen ganzen Dichterkreis um sich, genannt „Die Krokodile“.
In der folgenden (alphabetischen) Liste sind die bekannteren jener Literaten aufgeführt, die mindestens Teile ihres Lebens in Schwabing verbracht haben, seit der Stadtteil die beschriebene Rolle spielte. Die allermeisten von ihnen wiesen in ihren erzählerischen, kulturkritischen oder autobiographischen Werken oder sogar in der Lyrik deutlich auf Schwabing und München hin (Titel, in denen Schwabing bzw. München eine wesentliche Rolle spielt, in Klammern beigefügt).
- Peter Paul Althaus (In der Traumstadt, 1951)
- Paul Alverdes
- Alfred Andersch (Der Vater eines Mörders, 1980), Anonymus (Der Weg ins neue Reich, 1913)
- Anita Augspurg
- Hugo Ball
- Johannes R. Becher (München in meinem Gedicht, 1946)
- Leo Benario (Die neue Religion, 1912)
- Margarete Beutler (Leb wohl, Bohème, 1911)
- Otto Julius Bierbaum (Prinz Kuckuck, 1908)
- Helene Böhlau (Halbtier, 1899)
- Bertolt Brecht
- Lena Christ (Erinnerungen einer Überflüssigen, 1912)
- Michael Georg Conrad (Was die Isar rauscht, 1888)
- Anna Croissant-Rust
- Albert Daudistel (Die lahmen Götter, 1924)
- Max Dauthendey
- Ludwig Derleth (Proklamationen, 1904)
- Otto Falckenberg (Das Buch von der Lex Heinze, 1900)
- Lion Feuchtwanger (Erfolg, 1930)
- Leonhard Frank (Die Räuberbande, 1914)
- Friedrich Freksa (Der rote Föhn, 1925)
- Alexander Moritz Frey (Solneman der Unsichtbare, 1920)
- Ludwig Ganghofer
- Stefan George
- Marie Amelie von Godin (Unser Bruder Kain, 1919)
- Catherina Godwin (Begegnungen mit Mir, 1910)
- Claire Goll (Der gestohlene Himmel, 1962)
- Oskar Maria Graf (Wir sind Gefangene, 1927), Wilhelm Herbert (Stehauferl, 1922)
- Hans von Gumppenberg
- Johannes von Günther
- Max Halbe (Die Elixiere des Glücks, 1942), Hans von Hammerstein (Februar, 1914)
- Ernst Heimeran (Lehrer, die wir hatten, 1954)
- Franz Hessel (Der Kramladen des Glücks, 1913)
- Alfred Walter Heymel
- Paul Heyse (Im Paradiese, 1875) Rolf von Hoerschelmann (Leben ohne Alltag, 1947)
- Ludwig Hollweck (Von Wahnmoching bis zur Traumstadt, 1969)
- Korfiz Holm (Ich – kleingeschrieben, 1932)
- Friedrich Huch
- Ricarda Huch
- Norbert Jacques (Dr. Mabuse der Spieler, 1922)
- Hermann Jaques (Münchens Ende, 1903)
- Erich Kästner
- Bernhard Kellermann (Yester und Li, 1904)
- Eduard von Keyserling (Beate und Mareile, 1909)
- Klabund (Marietta, 1920)
- Ludwig Klages
- Wolfgang Koeppen (Tauben im Gras, 1951)
- Annette Kolb (Daphne Herbst, 1928)
- Maximilian Krauß (Unter den Frauentürmen 1901)
- Alfred Kubin (Die andere Seite, 1909)
- Isolde Kurz (Vanadis, 1931)
- Gustav Landauer (Aufruf zum Sozialismus, 1919)
- Heinrich Lautensack
- Gert Ledig (Faustrecht, 1957)
- Mechtilde Lichnowsky (Der Lauf der Asdur, 1936)
- Josef Maria Lutz (Das himmelblaue Fenster, 1948)
- Carl Georg von Maassen (Der grundgescheute Antiquarius, 1920 ff.)
- Heinrich Mann (Die Jagd nach Liebe, 1925)
- Thomas Mann (Doktor Faustus, 1947)
- Kurt Martens (Roman aus der Décadence, 1897)
- Ret Marut (= B. Traven) (Der Ziegelbrenner, 1917–1921)
- Gustav Meyrink
- Christian Morgenstern
- Erich Mühsam (Namen und Menschen, 1949 posthum)
- A. de Nora (Nazi Semmelbachers Hochzeitsreise, 1910)
- Dr. Owlglass (d. i. Hans Erich Blaich, Der saure Apfel, 1904)
- Oskar Panizza (Abschied von München, 1897)
- Anton von Perfall (Die Malschule, 1907), René Prévot (Seliger Zweiklang Schwabing / Montmartre, 1946)
- René Prévot (Kleiner Schwarm für Schwabylon, 1954)
- Stanisław Przybyszewski
- Georg Queri, Irmgard Prestel (Peperl und die Frauentürm, 1935)
- Friedrich Percyval Reck-Malleczewen (Bockelson, 1937)
- Hans Reiser (Yatsuma, 1926)
- Gabriele Reuter (Aus guter Familie, 1895)
- Fanny Gräfin zu Reventlow (Herrn Dames Aufzeichnungen oder Begebenheiten aus einem merkwürdigen Stadtteil, 1913)
- Rainer Maria Rilke
- Joachim Ringelnatz (Mein Leben bis zum Kriege, 1931)
- Roda Roda (Schwabylon oder der sturmfreie Junggeselle, 1921)
- Eugen Roth
- Josef Ruederer (Das Erwachen, 1916)
- Oscar A. H. Schmitz (Wenn wir Frauen erwachen, 1913)
- Benno Rüttenauer (Tagebuch einer Dame, 1907)
- Peter Scher
- Rudolf Alexander Schröder
- Alfred Schuler
- Ina Seidel (Drei Städte meiner Jugend, 1960)
- Willy Seidel (Jossa und die Junggesellen, 1930), Walther Siegfried (Tino Moralt, Kampf und Ende eines Künstlers, 1890)
- Sigi Sommer (Und keiner weint mir nach, 1953)
- Edgar Steiger
- Carl Sternheim
- Ludwig Thoma (Münchnerinnen, 1923)
- Ernst Toller (Eine Jugend in Deutschland, 1933)
- Karl Valentin
- Jakob Wassermann (Die Geschichte der jungen Renate Fuchs, 1901)
- Frank Wedekind
- Wilhelm Weigand (Wunnihun, 1920)
- Karl Wolfskehl
- Ernst von Wolzogen (Das dritte Geschlecht, 1899).

Kein einziger unter den Genannten war geborener Schwabinger, nur wenige geborene Münchner oder Altbayern. Die allermeisten kamen aus den andern Landesteilen Bayerns, aus dem Reich oder dem Ausland in das damals besonders attraktive Schwabing.
Viele der bekanntesten Künstlerkneipen werden zwar zu „Schwabing“ und dem damit assoziierten Lebensgefühl gezählt, liegen aber in der innenstadtnäheren Maxvorstadt, dem Quartier Latin um die Universität. So etwa die in der Zeit vor dem Ersten Weltkrieg sehr bekannte Kneipe „Simplicissimus“ in der Türkenstraße, heute unter dem Namen „Alter Simpl“ noch am gleichen Ort – Joachim Ringelnatz war dort der „Hausdichter“ – oder das Café Stefanie in der Amalienstraße (heute nicht mehr vorhanden).
Das Schwabinger Satireblatt Simplicissimus (ab 1896) aus dem Verlag von Albert Langen mit seinem Signet, der roten Bulldogge, wurde zum Symbol für beißende Kritik an politischen und gesellschaftlichen Verhältnissen, Thomas Theodor Heine, Olaf Gulbransson, Bruno Paul, Eduard Thöny, Rudolf Wilke waren die berühmtesten dort tätigen Künstler, Thomas Mann eine Zeitlang Redakteur.
Die Kulturzeitschrift Jugend, ebenfalls ab 1896, verlegt von Georg Hirth, gab der deutschen Variante des Art Nouveau, dem Jugendstil, ihren Namen. Einige prächtige Jugendstilhäuser im Stadtteil sind Zeugen dieser damals revolutionären Kunstrichtung.

Jugendstil in Schwabing
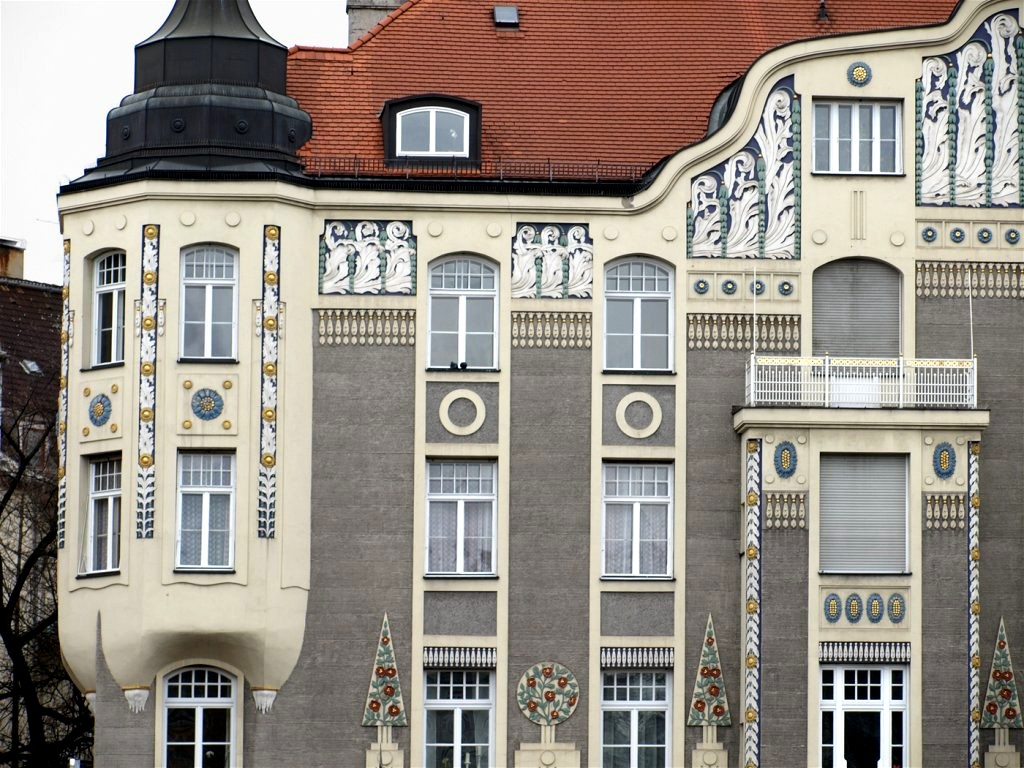
Münchner Freiheit
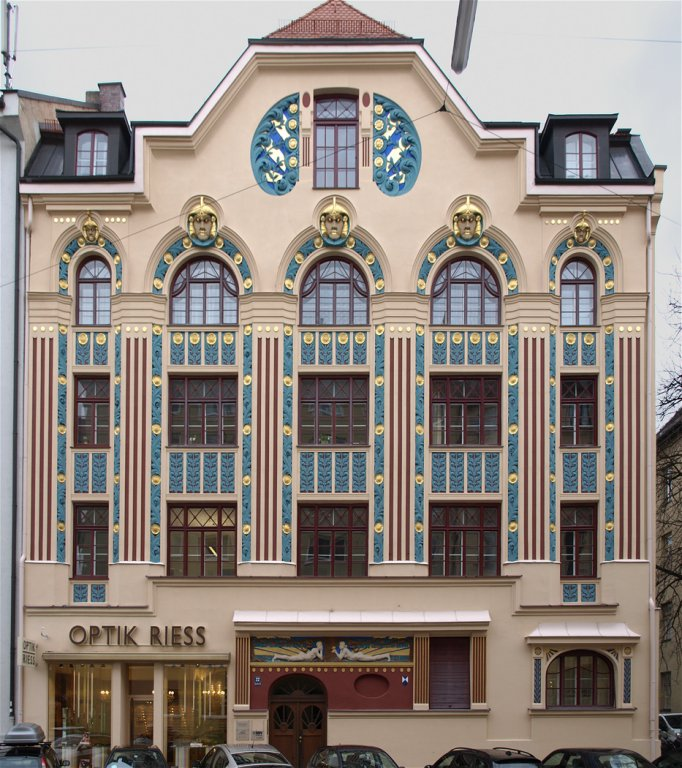
Mietshaus Ainmillerstraße 22
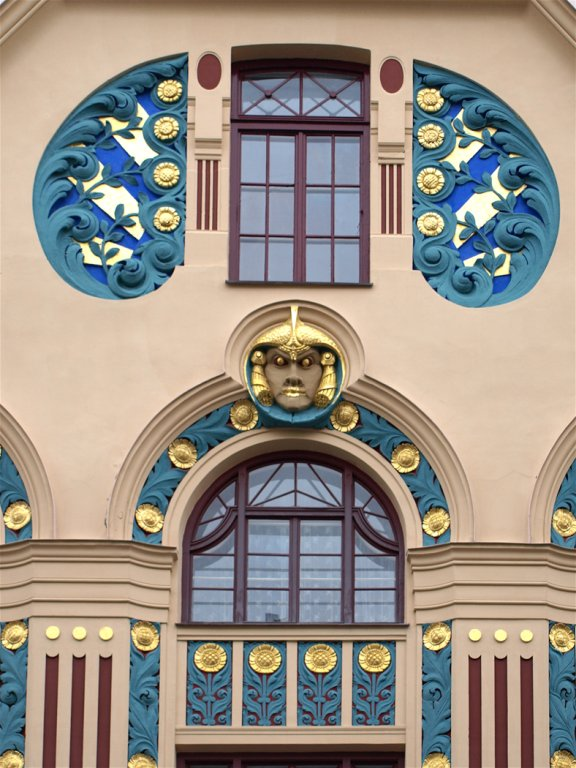
Ainmillerstr. 22
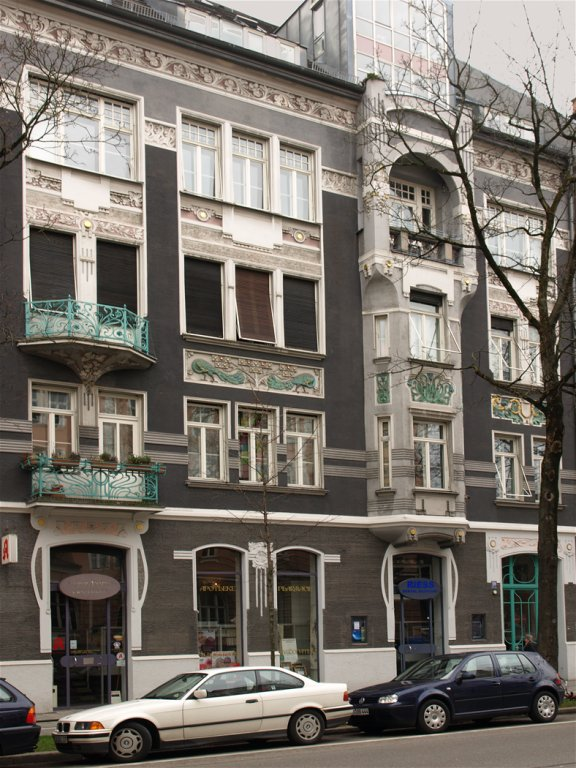
Franz-Joseph-Str. 19
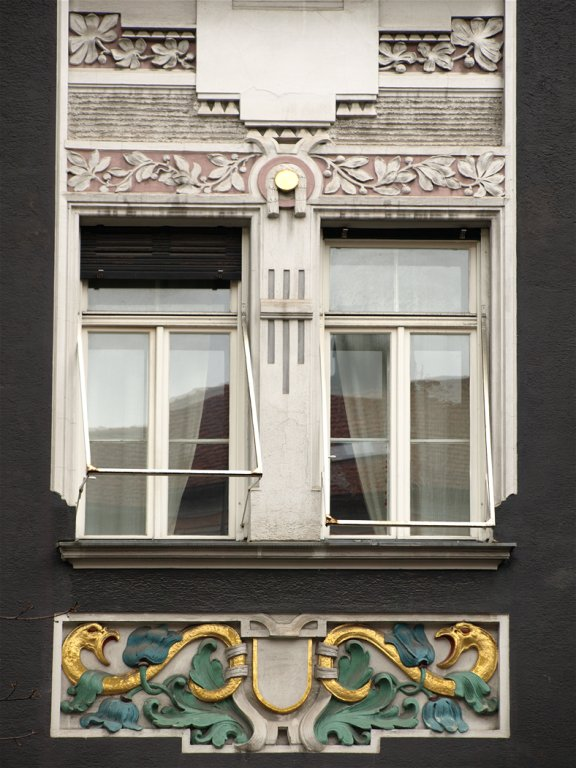
Franz-Joseph-Str. 19
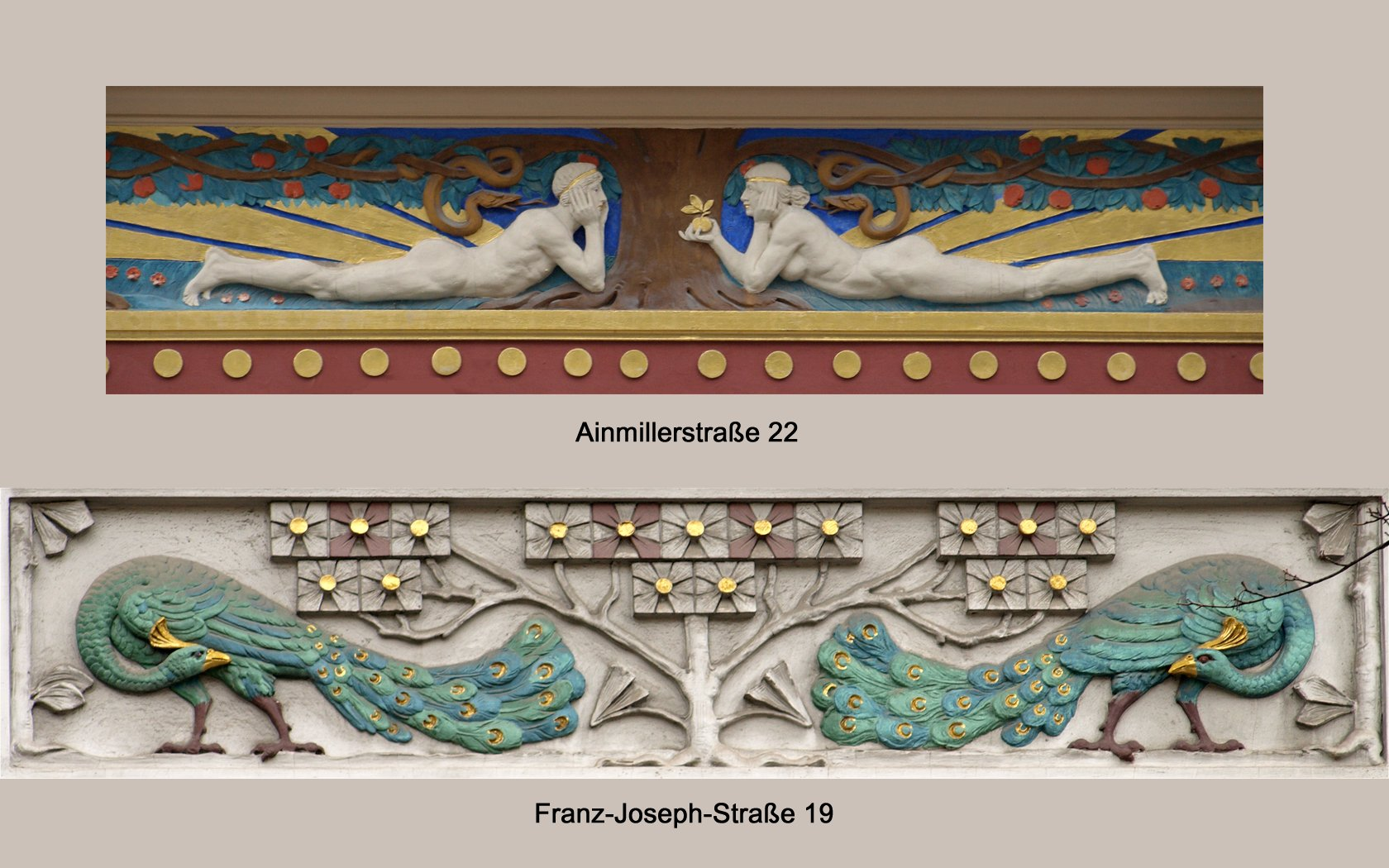
Dekorelemente

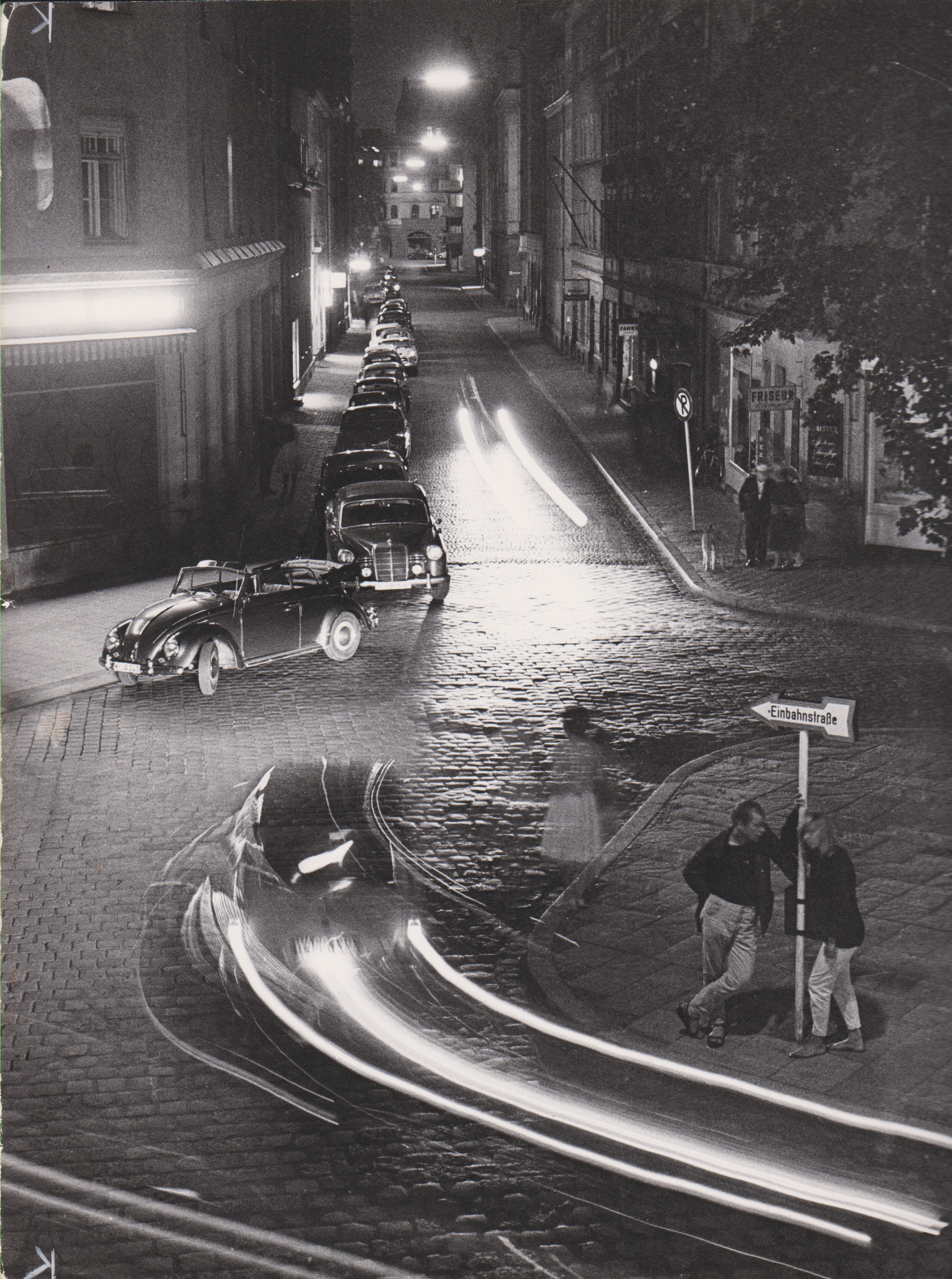
Schwabing bei Nacht in den 1960er Jahren

Mit beiden Blättern war das München der Prinzregentenzeit durch seinen Schwabinger Vorort im Zeitalter autoritärer Zensur für viele der liberalste Ort Deutschlands, vor allem im Vergleich mit Berlin, auch wenn Schwabing zahlreiche Strafprozesse hervorbrachte, sei es wegen Gotteslästerung, Majestätsbeleidigung (des deutschen Kaisers) oder Abweichung von der herrschenden Sexualmoral. Die berühmteste Gestalt des klassischen Schwabing war die „holsteinische Venus“, Fanny Gräfin zu Reventlow (1871–1918, ihre Lebensdaten markieren exakt Anfang und Ende des neu errichteten deutschen Kaiserreichs) aus Husum. Ihr 1913 veröffentlichter Roman „Herrn Dames Aufzeichnungen oder Begebenheiten aus einem merkwürdigen Stadtteil“ beschreibt und karikiert anhand des Kosmikerkreises die Fest- und Feierkultur wie aufkommende Konflikte in der Bohème. Die Schwabinger Verhältnisse haben auch sonst zu zahlreichen literarischen Verarbeitungen, oft in der Form des Schlüsselromans, geführt. Fanny Reventlow, die Schwabing in ihrem Roman „Wahnmoching“ nannte, formulierte: „Schwabing [ist] nicht ein Stadtteil, sondern eine geistige Bewegung.“ (Brief an Paul Stern im Juni 1912)
Auch die Revolutionäre der 1919 niedergeschlagenen bayerischen Räterepublik, etwa Erich Mühsam und Edgar Jaffé sowie der später als Romanautor B. Traven in Mexiko bekannt gewordene Ret Marut wohnten in Schwabing. Traven/Marut lebte in der Clemensstraße und gab dort die anarchistische Zeitschrift Der Ziegelbrenner heraus. Manche sagen, es seien all die Künstler gewesen, die die ganze Revolution im Café Stefanie ausgeheckt hätten. Wladimir Iljitsch Uljanow, der sich erstmals in Schwabing literarisch Lenin nannte, tauchte als bürgerlicher Herr Meier hier mit seiner Frau Nadeschda Krupskaja für einige Zeit unter. Mit ihr und einigen Getreuen gründete er die Zeitschrift Iskra. In Schwabing lebte auch der spätere DDR-Kulturminister Johannes R. Becher. Ebenso versuchte sich Adolf Hitler hier als Kunstmaler, allerdings erfolglos.
Die Schwabinger Bohème-Szene fand jedoch schon mit dem Ausbruch des Ersten Weltkriegs ein abruptes Ende. Ein berühmter Ort blieb der Stadtteil trotzdem – mit zahlreichen Ereignissen: Beispielsweise gab 1929 in der Tonhalle an der Türkenstraße der 13-jährige Yehudi Menuhin in kurzen Hosen sein allererstes Konzert und spielte die bis dahin nie gehörte C-Dur-Solosonate für Violine von Johann Sebastian Bach. In den 1920er Jahren war Schwabing Schauplatz politischer Auseinandersetzungen zwischen kommunistischen und nationalsozialistischen Gruppierungen. Während der Herrschaft der Nationalsozialisten wurden etliche Schwabinger wegen ihres jüdischen Glaubens oder aufgrund ihrer politischen, sexuellen oder religiösen Identitäten verfolgt, inhaftiert, enteignet, in das Exil gezwungen, deportiert und ermordet. Nach dem Zweiten Weltkrieg, 1951, erschien der Gedichtband In der Traumstadt von Peter Paul Althaus, der München-Schwabing in einer neuen poetischen Aura sah. Der inzwischen renommierte Schwabinger Kunstpreis wurde begründet. Die „Münchner Lach- und Schießgesellschaft“ im Herzen Altschwabings, mit ihrem bekanntesten Mitglied Dieter Hildebrandt, gehörte zu den zwei/drei berühmtesten deutschen Kabaretts der Zeit nach dem Zweiten Weltkrieg.
Die nach dem Zweiten Weltkrieg einsetzende Nostalgiewelle, die das alte Schwabing zu verklären und zugleich kommerziell auszubeuten versuchte, machte Schwabing vor allem zum Mode-Viertel für die Schickeria, was die Miet- und Gastronomiepreise in horrende Höhen trieb. In den 1960er Jahren lebte und arbeitete die Münchner Künstlergruppe SPUR hier, und unter der studentischen Jugend kam es zu den so genannten „Schwabinger Krawallen“ auf der Leopoldstraße, der Hauptachse Schwabings. Sie waren ein erster Auftakt zur europaweiten Jugendrevolte der 1960er Jahre, die sich gegen die herrschenden Politstrukturen und wirtschaftswunderliches Geldgeprotze richtete: Ereignisse, die treu dem alten Geist notwendig in Schwabing stattfinden mussten. In zahlreichen Filmen wie Zur Sache, Schätzchen, Engelchen oder Die Jungfrau von Bamberg und Der Bettenstudent oder: Was mach’ ich mit den Mädchen? wurde in dieser Hinsicht das Schwabing-Image gepflegt.
In den 1960er und 1970er Jahren galt Schwabing als ein Zentrum des Nachtlebens in Deutschland mit international anerkannten Clubs wie Big Apple, PN hit-house, Domicile, Hot Club, Piper Club, Tiffany, Deutschlands erster Großraumdiskothek Blow Up und der Unterwasserdiskothek Yellow Submarine, sowie weiteren Kneipen und Szenelokalen wie Schwabinger 7, Schwabinger Podium oder dem Drugstore. Von 1978 bis 1986 betrieb Richard Rigan, bekannt als der „Elvis von Schwabing“ den Musik-Club „Rigan Club“ in der Herzogstraße. Auch architektonisch setzte Schwabing in dieser Zeit mit einigen der modernen Diskotheken und mit Bauwerken wie dem futuristischen Kaufhaus Schwabylon, dem „monumentalsten Gebäude der Flower-Power-Ära in München“, Maßstäbe.
Die Autorenbuchhandlung München in der Wilhelmstraße wurde 1973 von Autoren, Mitgliedern und Gesellschaftern als genossenschaftlich organisierte Autorenbuchhandlung gegründet.

### Schwabing heute

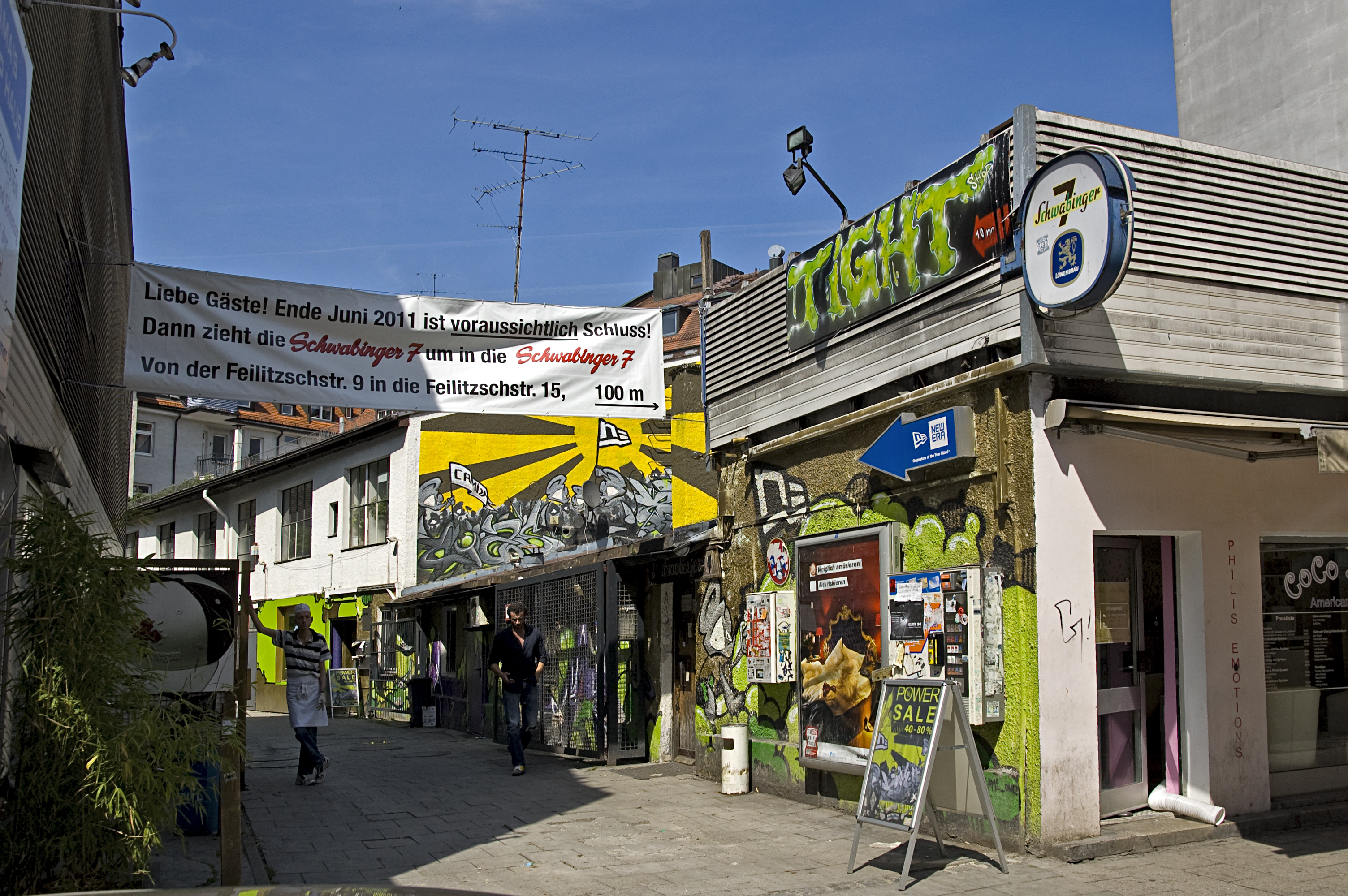
Die Schwabinger 7 im Jahr 2011

An zwei Wochenenden im Jahr findet der sogenannte Corso Leopold auf der Leopoldstraße statt. In den letzten Jahren ist die Veranstaltung zu einer der bestbesuchten Münchens geworden.
Ab den 1980er Jahren machten andere Stadtteile Münchens wie Haidhausen, Glockenbach- und Gärtnerplatzviertel Schwabing als Szeneviertel den Rang streitig, und das Nachtleben wanderte vor allem in die Bezirke Berg am Laim und Ludwigsvorstadt-Isarvorstadt weiter. Auch das Westend entwickelte sich in diese Richtung, während Schwabing mehr und mehr zum historischen Forschungsgegenstand wurde. Der Gentrifizierungsprozess gilt heute in Schwabing als weitestgehend abgeschlossen. Als letzte Relikte des legendären Schwabing mussten in den 2010er Jahren die Kneipe Schwabinger 7 (2011) sowie die ehemalige Unterwasserdiskothek Yellow Submarine (2013) nach erfolglosen Bürgerprotesten Neubauten weichen.
Am 27. August 2012 entdeckten Bauarbeiter auf dem Gelände der abgerissenen Kneipe Schwabinger 7 eine 250 Kilogramm schwere Fliegerbombe aus dem Zweiten Weltkrieg, die bald als hochgefährlich eingestuft wurde. Etwa 2500 Anwohner wurden aus ihren Wohnungen evakuiert und in Notunterkünfte gebracht. Am 28. August 2012 wurde die Bombe um 21:54 Uhr Ortszeit kontrolliert gesprengt, nachdem die zunächst geplante Entschärfung fehlgeschlagen war. Dabei wurden mindestens 17 Gebäude beschädigt, ein Laden brannte aus.
Im Gewerbepark Lodenfrey-Park haben sich zahlreiche Multimediaunternehmen angesiedelt.

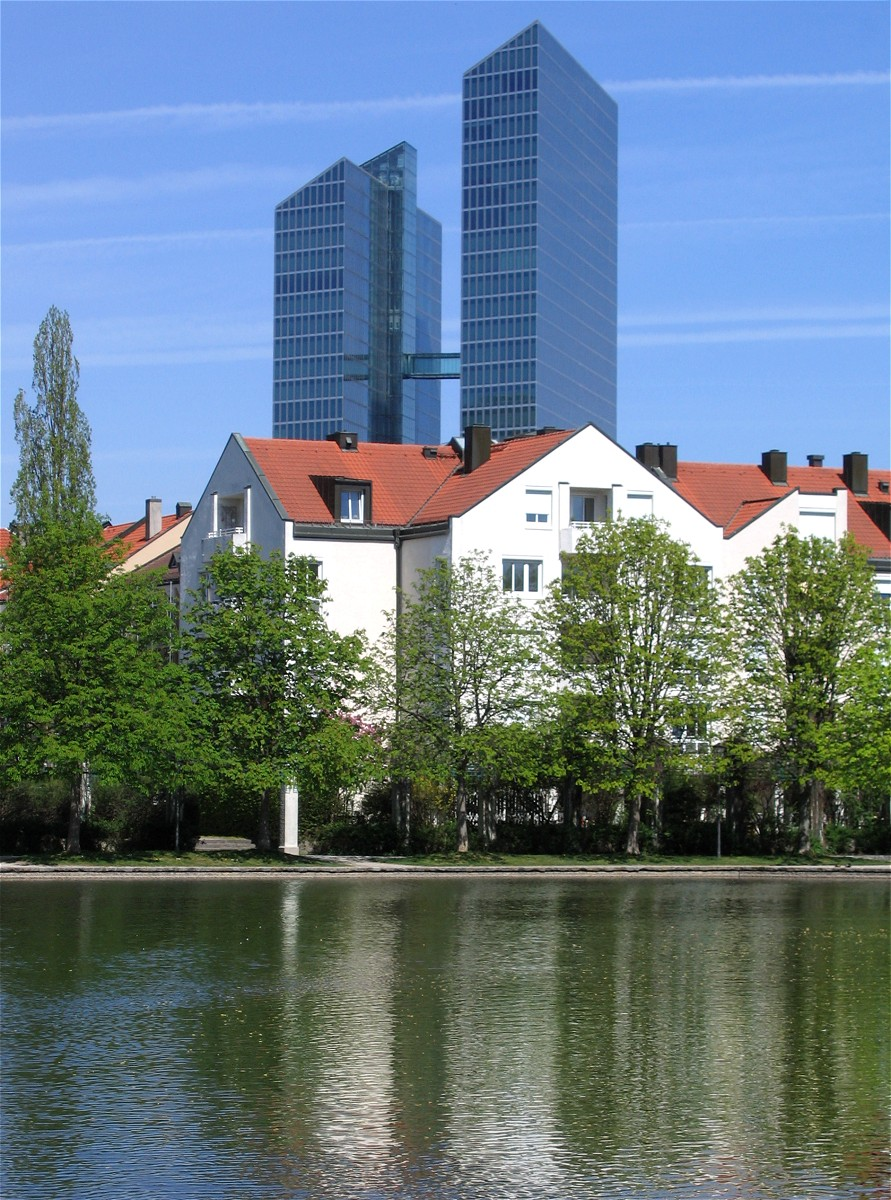
Schwabinger See,
im Hintergrund die Highlight Towers

In den 2010er Jahren entstanden auf ehemaligen Gewerbe- und Kasernenflächen die neuen Stadtviertel Schwabinger Tor, Parkstadt Schwabing und Domagkpark. Aber auch schon Ende der 1980er erhielt Schwabing ein neues Stadtquartier, das sogenannte Berliner Viertel auf den Flächen des ehemaligen Schwabinger Güterbahnhofs mit dem künstlich angelegten Schwabinger See.

## Bevölkerung und Sozialstatistik
siehe Artikel Schwabing-West und Schwabing-Freimann

## Kultur
- Galli-Theater, Hesseloherstraße 6

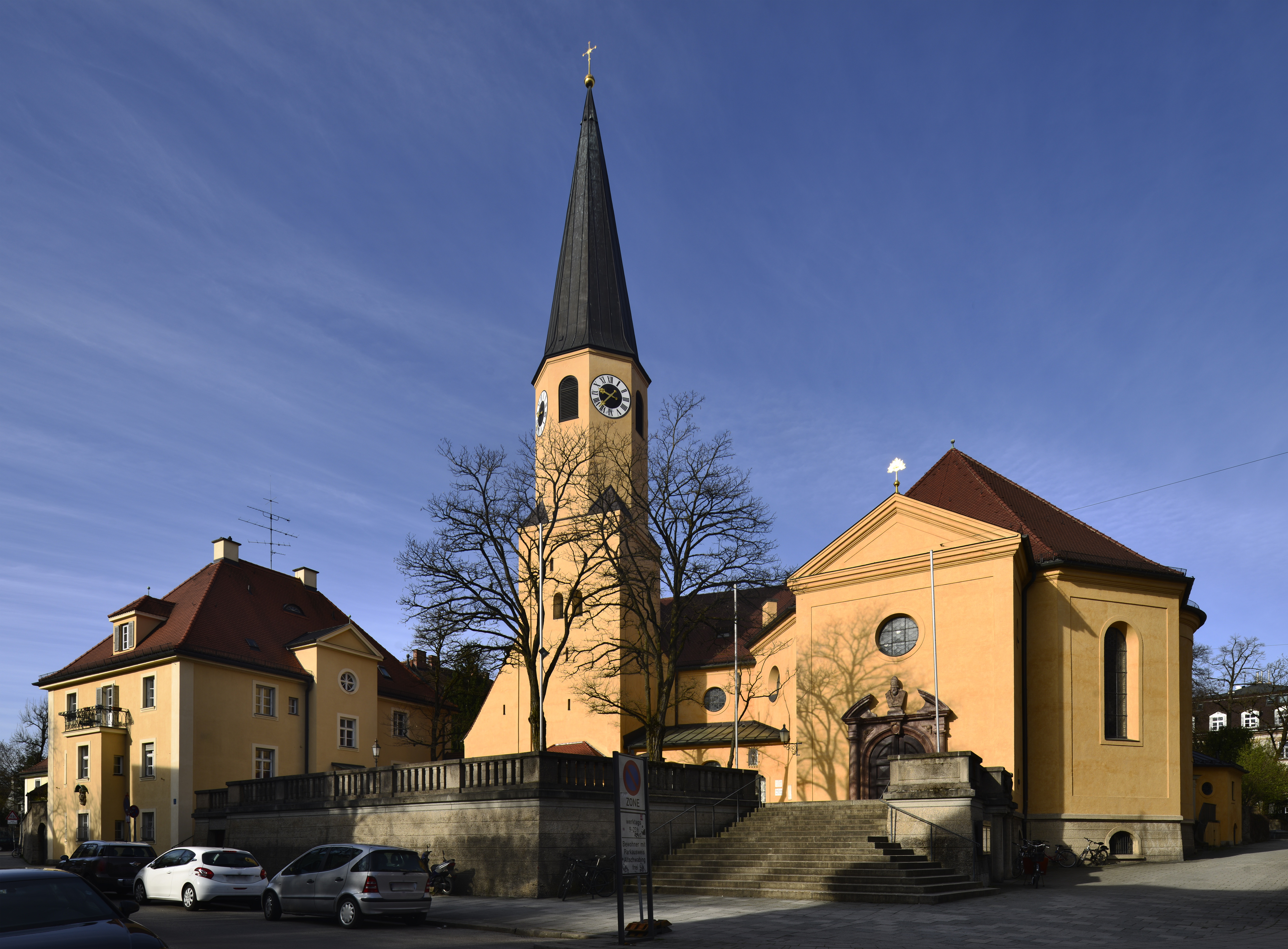
St. Sylvester

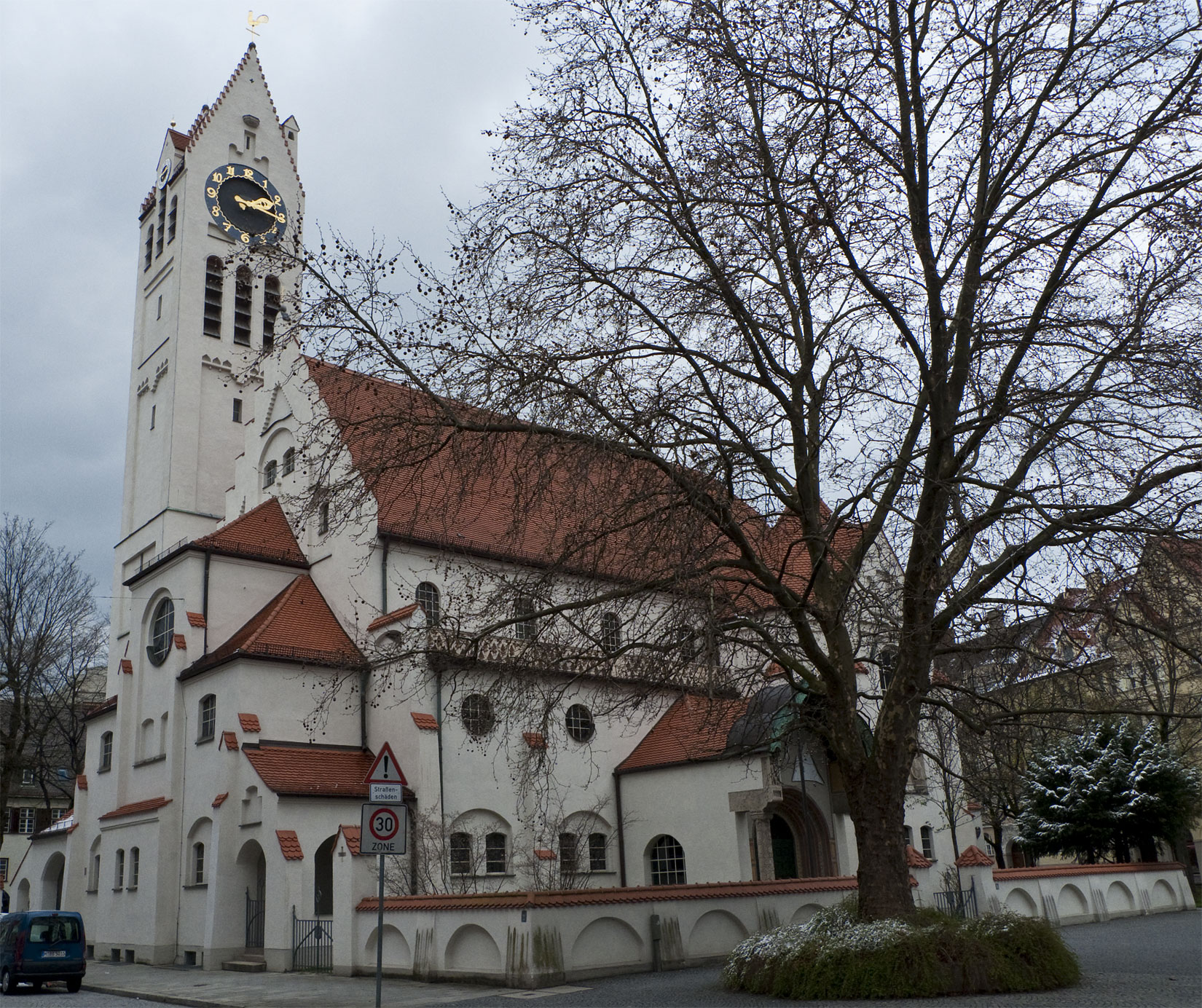
AusAusstellungsräume Erlöserkirche

- OFF-OFF Theater, Potsdamer Straße 13
- Rationaltheater, Hesseloherstraße 18
- Utopia Halle, Heßstraße 132
- TamS – Theater am Sozialamt, Haimhauser Straße 13a
- Tatwort Improvisationstheater, Floriansmühlstraße 5
- Theater 44, Hohenzollernstraße 20 (geschlossen seit Mai 2009)
- Theater in der Leopoldstraße, Leopoldstraße 17
- Seidlvilla, Nikolaiplatz 1b
- SchauBurg, Franz-Joseph-Straße 47
- Vereinsheim, Occamstraße 8
- Lustspielhaus, Occamstraße 8
- Münchner Lach- und Schießgesellschaft, Ursulastraße 9
- Heppel & Ettlich, Feilitzschstraße 12
- St. Sylvester, Biedersteiner Str. 1
- St. Ursula, Kaiserplatz 1A
- Erlöserkirche,  Ungererstraße 15
- Black-Box der Alexander Tutsek-Stiftung, Georg-Muche-Straße 4
- Ausstellungsräume der Eres-Stiftung, Römerstr. 10
- Domagkateliers, Margarete-Schütte-Lihotzky-Straße 30

## Bildung

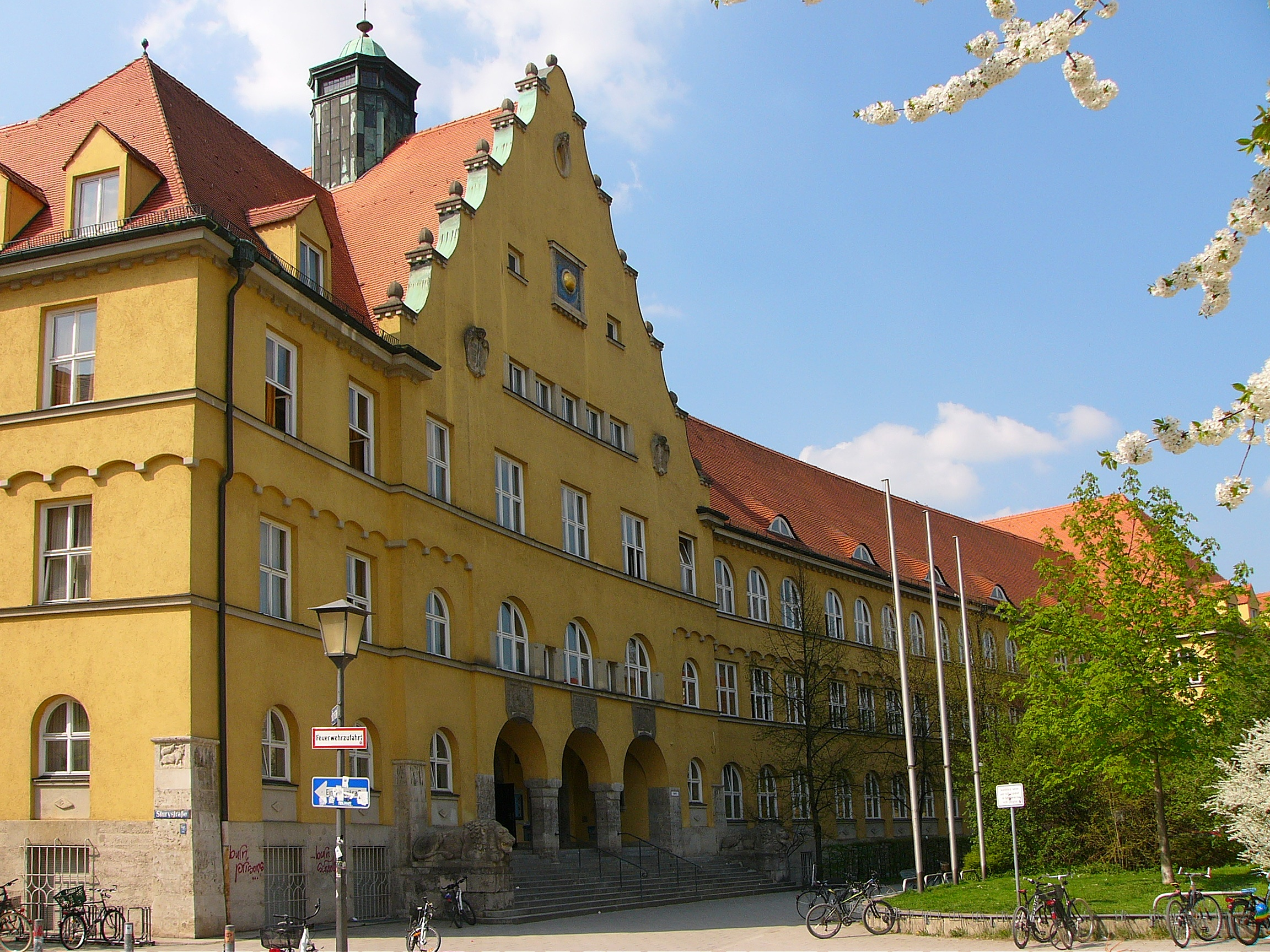
Maximiliansgymnasium

- Katholische Akademie in Bayern, Kardinal-Wendel-Haus, Mandlstraße 23
- Münchner Volkshochschule und Senioren-Volkshochschule Schwabing, Römerstraße 14 Rgb
- Seidlvilla, Nikolaiplatz 1b, genutzt von gemeinnützigen Vereinen und der Münchner Volkshochschule
- Münchner Stadtbibliothek, Stadtteilbibliothek Schwabing, Hohenzollernstr. 16
- Maximiliansgymnasium, Karl-Theodor-Straße 9
- Oskar-von-Miller-Gymnasium München, Siegfriedstraße 22
- Giselagymnasium, Arcisstraße 65
- Ludwig-Maximilians-Universität München, mehrere Institute, aber Hauptgebäude in der Maxvorstadt
- München Klinik Schwabing, Kölner Platz 1 (Akademisches Lehrkrankenhaus der LMU München)

## Baudenkmäler
- Liste der Baudenkmäler in München/Schwabing
- Liste der Baudenkmäler in München/Schwabing-West

## Park- und Grünanlagen
- Leopoldpark
- Luitpoldpark und Bayernplatz
- Petuelpark
- Englischer Garten
- Biotop am Ackermannbogen
- Zentrale Parkanlage im Domagkpark

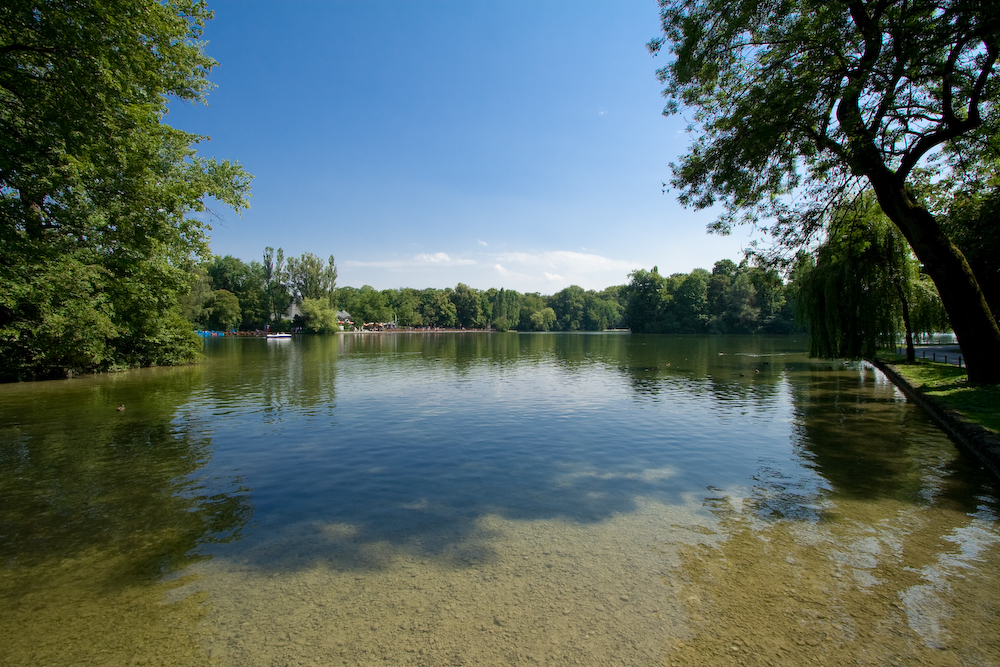
Kleinhesseloher See im Englischen Garten

- Zentraler Park in der Parkstadt Schwabing
- Schwabinger See
- Studentenwiese (ehemaliger Schloßpark Biederstein)
- Baronsbergerl bzw. -wiese zwischen Biedersteiner Straße, Isarring und Keferstraße